# Keldur á Rangárvöllum
Pour les articles homonymes, voir Keldur.

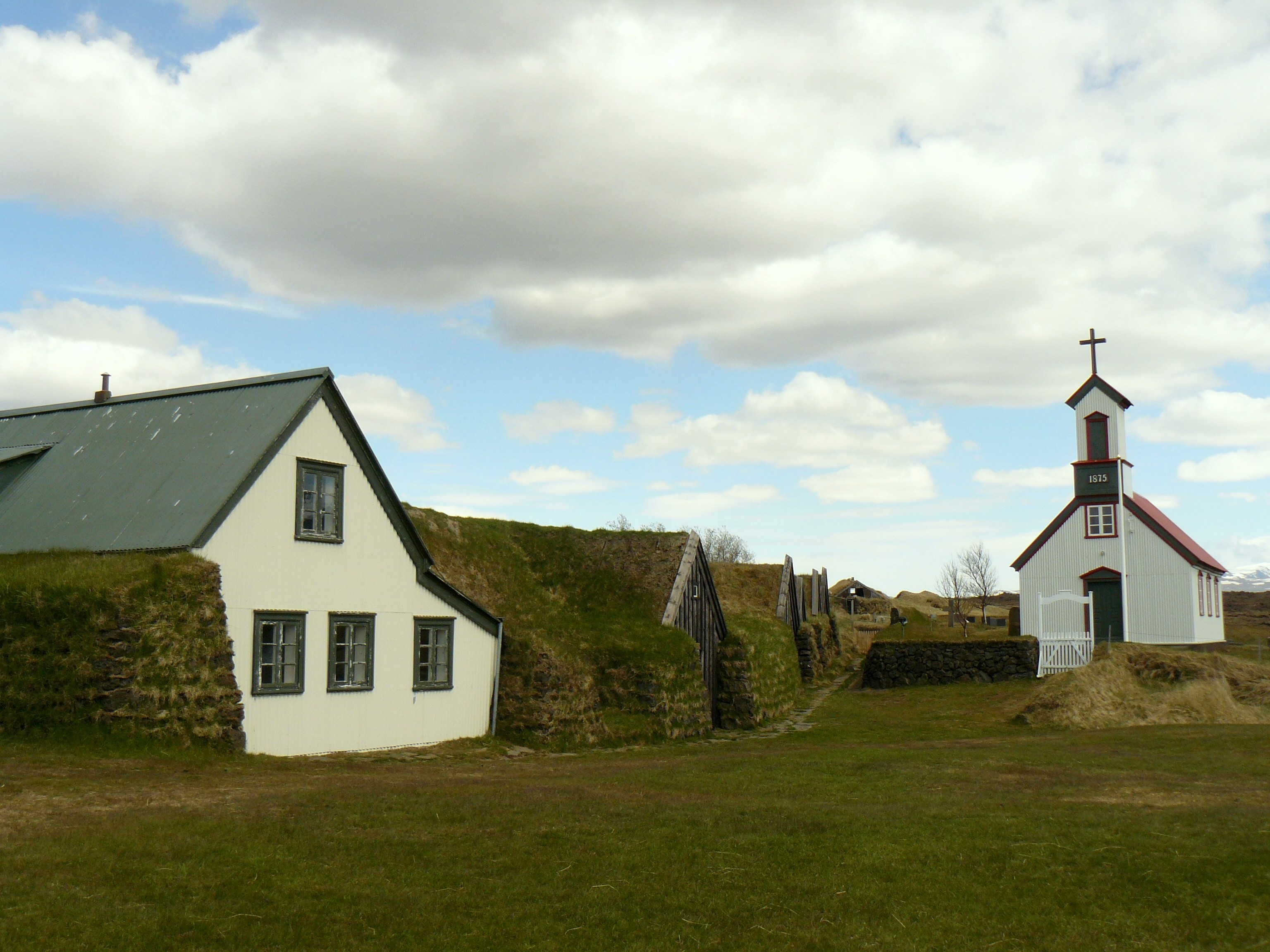
Le site de Keldur

Keldur, toponyme islandais signifiant « sources » en français, est un hameau agricole islandais situé à une quinzaine de kilomètres au nord-est de Hvolsvöllur dans le comté de Rangárvallasýsla, et autrefois une localité importante. On peut y voir aujourd'hui encore un ensemble de bâtiments anciens recouverts de tourbe, ainsi qu'une église (reconstruite en 1875).

## Histoire

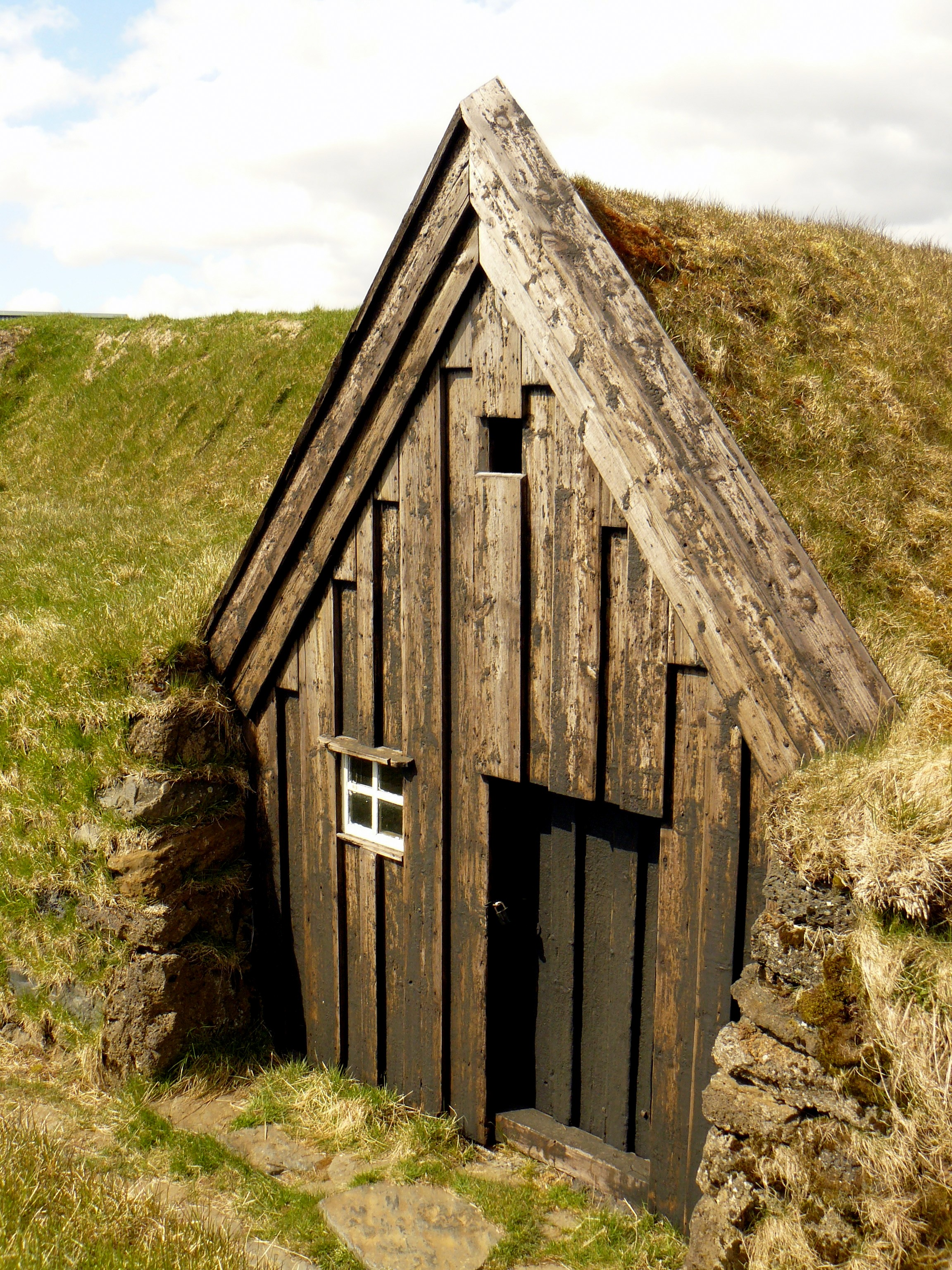
Bâtiment ancien couvert de tourbe

Selon la Saga de Njáll le Brûlé, le premier colon à s'y installer fut Ingjaldur Höskuldsson, au XIe siècle. Aux XIIe et XIIIe siècles, Keldur fut la propriété du puissant clan Oddi et de son chef Jón Loftsson, qui y habita jusqu'à sa mort en 1197.
Keldur est menacé depuis longtemps par l'érosion et l'extension des sables volcaniques (vraisemblablement depuis l'éruption de l'Hekla en 1510), et les fermiers ont dû mener une rude bataille pour empêcher la désertification de l'endroit. Les bâtiments eux-mêmes furent reconstruits à de multiples reprises. Le hameau comportait autrefois, outre la ferme et l'église, une forge, un moulin, des entrepôts, une étable, un tunnel, etc.
Au XIXe siècle, le fermier Guðmundur Brynjólfsson (1794–1883) apporta d'importantes améliorations aux bâtiments. Skúli Guðmundsson (1862–1946), l'un des 25 enfants de Guðmundur, fut la dernière personne à habiter dans la vieille ferme. Il réunit une grande quantité d'informations sur l'histoire du lieu. La ferme devint la propriété du Musée National Islandais en 1942.
La veille ferme de Keldur est considérée comme la plus ancienne maison encore debout en Islande. Il existe toujours aujourd'hui une ferme moderne en activité à proximité immédiate des bâtiments historiques.